# 2915 Moskvina
2915 Moskvina (1977 QY2) là một tiểu hành tinh vành đai chính được phát hiện ngày 22 tháng 8 năm 1977 bởi N. Chernykh ở Nauchnyj.